# Curiosidad intelectual

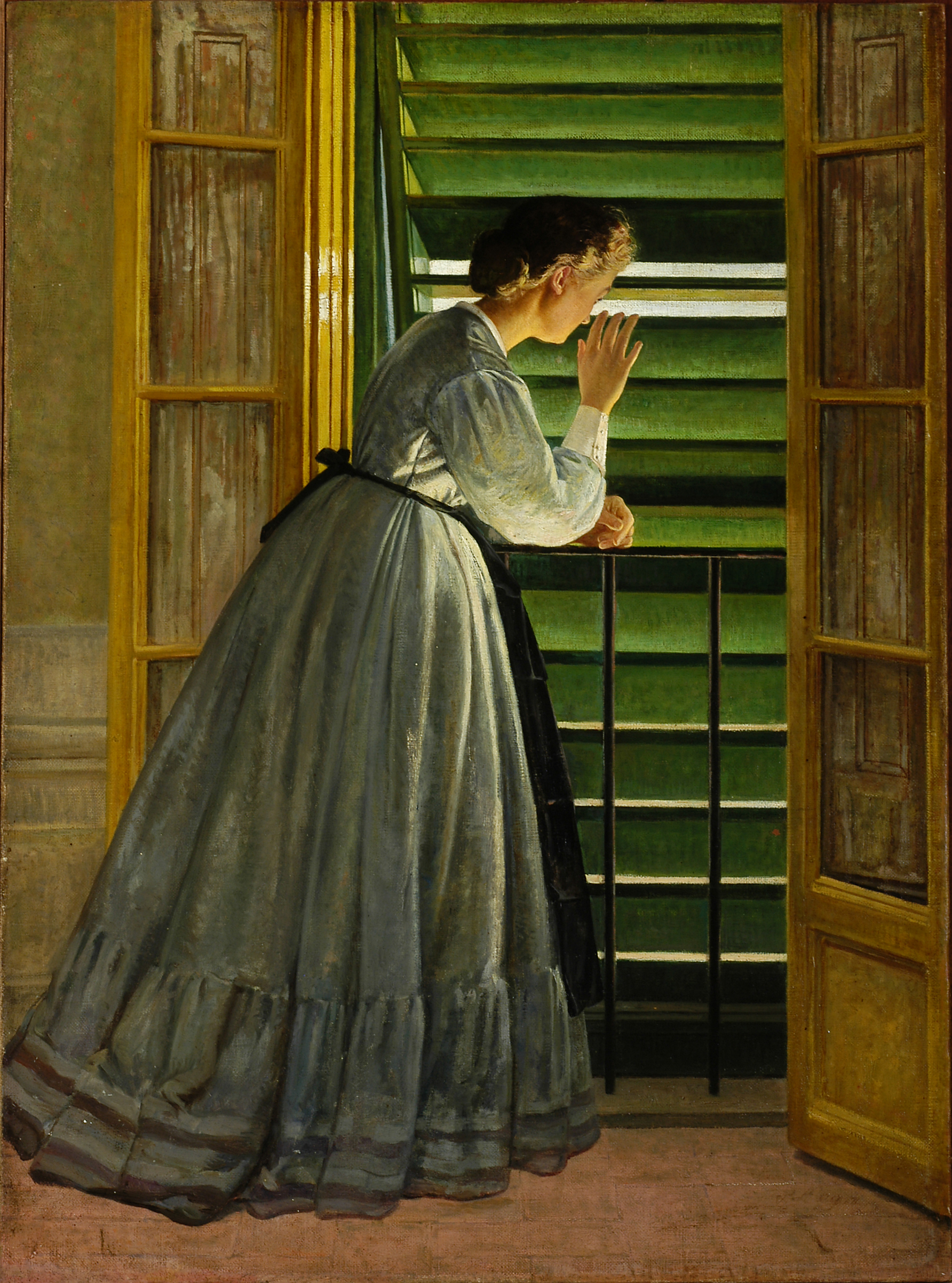
Curiosidad, cuadro de Silvestro Lega, hacia 1866

La curiosidad intelectual es la curiosidad que conduce a la adquisición de cultura general. También se ha denominado "sed de conocimiento", "afán de conocimiento" o "afán de saber". Puede incluir curiosidad sobre cuestiones tales como de qué están hechas las cosas, los mecanismos subyacentes de los sistemas, las relaciones matemáticas, los idiomas, las normas sociales y la historia. Se puede diferenciar de otro tipo de curiosidad que no conduce a la adquisición de conocimientos generales, como la curiosidad por los secretos íntimos de otras personas. 
Existen 2 conceptos relacionados y no claramente diferenciadosː la curiosidad epistémica (incentiva al individuo a aumentar su conocimiento haciéndose preguntas) y la curiosidad epistemológica (metódica, base del conocimiento científico).
La curiosidad intelectual es una faceta (subrasgo) del rasgo de carácter apertura a la experiencia en el modelo de los cinco grandes utilizado para describir las personalidades humanas. Es un constructo psicológico similar a otros como la necesidad de cognición o al compromiso intelectual típico.

## Historia
La Metafísica de Aristóteles se inicia con la fraseː «Todos los hombres desean, por naturaleza, saber». Este afán ya fue advertido desde muy antiguo y se considera la base del conocimiento.
El filósofo romano Cicerón escribió sobre el amor innato de los humanos por el aprendizaje:

Tan grande es nuestro amor innato por aprender y por el conocimiento que nadie puede dudar que la naturaleza del hombre es fuertemente atraída por estas cosas incluso sin la promesa de ningún beneficio. Por mi parte, creo que Homero tenía algo de este estilo en mente con su relato imaginario de las canciones de las sirenas. Aparentemente no era la dulzura de sus voces o la novedad y diversidad de sus canciones, sino su fama de conocimiento lo que utilizaban para atraer al viajero de paso; era la pasión por aprender lo que encadenaba a los hombres a las rocosas costas de las sirenas.

En 1738, el filósofo escocés David Hume diferenció la curiosidad intelectual de una forma más primitiva de curiosidad:

The same theory, that accounts for the love of truth in mathematics and algebra, may be extended to morals, politics, natural philosophy, and other studies, where we consider not the other abstract relations of ideas, but their real connexions and existence. But besides the love of knowledge, which displays itself in the sciences, there is a certain curiosity implanted in human nature, which is a passion derived from a quite different principle. Some people have an insatiable desire of knowing the actions and circumstances of their neighbors, though their interest be no way concerned in them, and they must entirely depend on others for their information; in which case, there is no room for study or application. Let us search for the reason of this phenomenon.

La misma teoría que supone el amor a la verdad en Matemáticas y Álgebra puede extenderse a las cuestiones morales, a la política, la filosofía natural y otros estudios en los que consideramos, no las relaciones abstractas entre las ideas, sino sus conexiones reales y su existencia. Pero además del amor al conocimiento que se muestra en las ciencias, hay una cierta curiosidad implantada en la naturaleza humana, que es una pasión derivada de un principio bastante diferente. Algunas personas tienen un deseo insaciable de conocer las acciones y circunstancias de sus vecinos, aunque no les conciernan y deban depender de otros para informarse; en cuyo caso, no hay lugar para el estudio o la aplicación. Busquemos la razón de este fenómeno.

Posteriormente, en 1954, Berlyne separó la curiosidad intelectual en curiosidad perceptiva y curiosidad epistémica, y en 2004 se desarrolló una escala psicométrica para evaluar estas 2 curiosidades. 

## Desarrollo intelectual en los niños
Los seres humanos parecen nacer con curiosidad intelectual, pero dependiendo de cómo reaccionen los padres a las preguntas de sus hijos, esta curiosidad intelectual puede aumentar o disminuir. Si los padres siempre reaccionan negativamente a las preguntas de sus hijos, los disuaden de plantear nuevas cuestiones, y es probable que eso los convierta en menos curiosos. Por otro lado, los padres que siempre reaccionan positivamente a las preguntas de sus hijos, los alientan a formular nuevos interrogantes, y es probable que eso incremente la curiosidad de sus retoños.

## Rendimiento académico
La curiosidad intelectual se ha correlacionado positivamente con el rendimiento académico (0,20), junto con el factor g de inteligencia (0,35) y la concienciación (0,20).

## Progreso científico
Toby E. Huff sostiene que la civilización europea tenía un alto nivel de curiosidad intelectual durante la revolución científica.  También afirma que otras civilizaciones han tenido un alto nivel de curiosidad intelectual en las etapas en las que más han progresado.

## Base neurobiológica
El lóbulo temporal interviene en la comprensión.La curiosidad intelectual podría considerarse como el rasgo que impulsa el aumento de la comprensión en el lóbulo temporal. La motivación se efectúa mediante el neurotransmisor dopamina. 

## Similitudes con otros conceptos
Se ha descubierto que las medidas de necesidad de cognición (NFC por sus siglas en inglés) y compromiso intelectual típico (TIE por sus siglas en inglés) están suficientemente correlacionadas (0,78) como para argumentar que miden esencialmente el mismo rasgo. Teniendo esto en cuenta, se halló que las medidas de curiosidad intelectual, NFC y TIE también estaban correlacionadas (con un coeficiente medio de 0,57), lo que corrobora la suposición de su similitud. 